# Maffeo Barberini Colonna di Sciarra, VIII principe di Carbognano
Maffeo Barberini Colonna di Sciarra, VIII principe di Carbognano (Roma, 10 marzo 1850 – Frascati, 13 marzo 1925), è stato un politico, imprenditore ed editore italiano.

## Biografia
Nato a Roma il 10 marzo (oppure, secondo altre fonti, il 10 settembre) 1850, Maffeo era figlio postumo di Maffeo Barberini Colonna di Sciarra, VII principe di Carbognano e della terza moglie, la principessa Carolina D'Andrea dei marchesi di Pescopagano. Sua madre, ardente legittimista che parteggiò per il trono di Napoli, nel 1863 venne posta sotto processo per cospirazione nei confronti del neonato Regno d'Italia ma venne poco dopo scagionata da ogni accusa.
Per quanto osteggiato dalla sua famiglia, che per parte di padre discendeva da una delle più ricche ed importanti dinastie della Roma papalina, Maffeo si rese subito conto di quanto fosse necessario per i giovani della sua generazione inserirsi appieno nel funzionamento del nuovo stato per rimanere in sesto sia economicamente, sia per continuare a contare in società e per questo si presentò come candidato al parlamento, venendo eletto nel 1882 nella XV legislatura per la circoscrizione elettorale dell'Aquila, schierandosi dall'anno successivo con i sostenitori della Pentarchia, il principale gruppo parlamentare di opposizione al governo Depretis.
Il 26 novembre 1883 fondò il quotidiano La Tribuna che venne dato in direzione a Luigi Roux: il giornale, nato come megafono della sua opposizione politica in parlamento, dopo una crisi finanziaria nel 1884 che ne minacciò la chiusura, passò sotto la direzione di Attilio Luzzato che ne fece uno dei più importanti giornali italiani di politica con un servizio telegrafico e di corrispondenza ottimale per l'epoca, oltre ad una redazione composta da personaggi illustri per l'epoca come Gabriele D'Annunzio, Salvatore Barzilai, Vincenzo Morello, Vera Gobbi Belcredi, Edoardo Scarfoglio e Matilde Serao. Per La Tribuna il Barberini Colonna di Sciarra costruì un nuovo edificio che includeva sia la redazione che la tipografia di stampa del giornale, dotandolo al proprio interno anche di impianti culturali e sportivi per i dipendenti e non. Per abbellire ulteriormente l'intero quartiere dove sorse l'edificio, nelle immediate vicinanze del palazzo fece realizzare la famosa Galleria Sciarra, chiamando a decorarla il pittore Giuseppe Cellini. Nel 1890 Maffeo decise di lasciare l'intera proprietà del giornale a Luzzato che l'acquistò in blocco. Oltre a La Tribuna, in quei medesimi anni, il principe Maffeo fondò il periodico Rivista politica e letteraria ed affidò la terza serie della Cronaca bizantina alla direzione di un promettente D'Annunzio di cui il Barberini fu mecenate ed, a proprie spese, pubblicò la raccolta Isaotta Guttadauro ed altre poesie nel 1886. Si dedicò anche al mondo dello spettacolo e dell'intrattenimento, inaugurando in locali di sua proprietà, in via delle Vergini a Roma, il primo teatro di stampo popolare della capitale, il Teatro Quirino.
Proprietario anche di vasti fondi terrieri ereditati in gran parte dalla sua famiglia, si dedicò attentamente all'agricoltura compiendo una bonifica della valle del Tevere nella zona della sua tenuta di Montemaggiore,  a Montelibretti,  dove inaugurò anche un allevamento per tutelare le razze equine tipiche della campagna romana. Quest'insieme di investimenti che fruttarono ben poco, il coinvolgimento, seppur solo parziale, nello Scandalo della Banca Romana, e altre spese, lo trascinarono quasi sul lastrico e per questo decise di lasciare Roma per trasferirsi a Parigi dove si sposò con la marchesa Bonneval. Rientrato in Italia decise di ritirarsi definitivamente dalla vita pubblica, vivendo gli ultimi anni della sua vita nella villa della sua famiglia a Frascati ove morì il 13 marzo 1925.

## Matrimonio e figli
Maffeo sposò a Parigi il 21 maggio 1906 la marchesa Aliette de Bonneval, figlia del marchese Antoine de Bonneval e di sua moglie, Isabelle de Damas, dalla quale ebbe i seguenti eredi:
- Stefanella (1908 - 1999), nubile
- Urbano (1913 - 1942), morto in combattimento aereo, sposò Nadia Berlingieri dal cui matrimonio nacquero Mirta e Benedetta.  Con lui si estingue la linea maschile dei principi di Carbognano.

Il pronipote di Maffeo è l'attore Urbano Barberini.

## Albero genealogico
|                                                                  |                                            |                                                           | Genitori                                                    |  |  | Nonni |  |  | Bisnonni                                                   |  |  | Trisnonni                                               |  |
|                                                                  |                                            |                                                           |                                                             |  |  |       |  |  | Giulio Cesare Colonna di Sciarra, V principe di Carbognano |  |  | Francesco Colonna di Sciarra, IV principe di Carbognano |  |
|                                                                  |                                            |                                                           |                                                             |  |  |       |  |  | Giulio Cesare Colonna di Sciarra, V principe di Carbognano |  |  | Francesco Colonna di Sciarra, IV principe di Carbognano |  |
|                                                                  |                                            | Vittoria Salviati                                         |                                                             |  |  |       |  |  | Giulio Cesare Colonna di Sciarra, V principe di Carbognano |  |  |                                                         |  |
| Urbano Barberini Colonna di Sciarra, VI principe di Carbognano   |                                            |                                                           |                                                             |  |  |       |  |  | Giulio Cesare Colonna di Sciarra, V principe di Carbognano |  |  |                                                         |  |
|                                                                  |                                            | Cornelia Costanza Barberini, IV principessa di Palestrina | Urbano Barberini, III principe di Palestrina                |  |  |       |  |  |                                                            |  |  |                                                         |  |
|                                                                  |                                            | Cornelia Costanza Barberini, IV principessa di Palestrina | Urbano Barberini, III principe di Palestrina                |  |  |       |  |  |                                                            |  |  |                                                         |  |
|                                                                  |                                            | Cornelia Costanza Barberini, IV principessa di Palestrina | Maria Teresa Boncompagni                                    |  |  |       |  |  |                                                            |  |  |                                                         |  |
| Maffeo Barberini Colonna di Sciarra, VII principe di Carbognano  |                                            | Cornelia Costanza Barberini, IV principessa di Palestrina |                                                             |  |  |       |  |  |                                                            |  |  |                                                         |  |
|                                                                  |                                            | Ettore Carafa, XI duca di Andria                          | Fabrizio Carafa, X duca di Andria                           |  |  |       |  |  |                                                            |  |  |                                                         |  |
|                                                                  |                                            | Ettore Carafa, XI duca di Andria                          | Fabrizio Carafa, X duca di Andria                           |  |  |       |  |  |                                                            |  |  |                                                         |  |
|                                                                  |                                            | Ettore Carafa, XI duca di Andria                          | Aurelia Imperiali                                           |  |  |       |  |  |                                                            |  |  |                                                         |  |
| Maria Monica Carafa                                              |                                            | Ettore Carafa, XI duca di Andria                          |                                                             |  |  |       |  |  |                                                            |  |  |                                                         |  |
|                                                                  |                                            | Maria Francesca de Guevara                                | Inigo II de Guevara, VII duca di Bovino                     |  |  |       |  |  |                                                            |  |  |                                                         |  |
|                                                                  |                                            | Maria Francesca de Guevara                                | Inigo II de Guevara, VII duca di Bovino                     |  |  |       |  |  |                                                            |  |  |                                                         |  |
|                                                                  |                                            | Maria Francesca de Guevara                                | Eleonora de Cardenas                                        |  |  |       |  |  |                                                            |  |  |                                                         |  |
| Maffeo Barberini Colonna di Sciarra, VIII principe di Carbognano |                                            | Maria Francesca de Guevara                                |                                                             |  |  |       |  |  |                                                            |  |  |                                                         |  |
|                                                                  | Diego d'Andrea, IV marchese di Pescopagano | Gennaro d'Andrea, III marchese di Pescopagano             |                                                             |  |  |       |  |  |                                                            |  |  |                                                         |  |
|                                                                  | Diego d'Andrea, IV marchese di Pescopagano | Gennaro d'Andrea, III marchese di Pescopagano             |                                                             |  |  |       |  |  |                                                            |  |  |                                                         |  |
|                                                                  | Diego d'Andrea, IV marchese di Pescopagano | Francesca Isolani                                         |                                                             |  |  |       |  |  |                                                            |  |  |                                                         |  |
| Gennaro d'Andrea, V marchese di Pescopagano                      | Diego d'Andrea, IV marchese di Pescopagano |                                                           |                                                             |  |  |       |  |  |                                                            |  |  |                                                         |  |
|                                                                  |                                            | Maria Emanuela Pignatelli, VIII marchesa di Colletorto    | Cesare Ettore Pignatelli, VI marchese di Casalnuovo         |  |  |       |  |  |                                                            |  |  |                                                         |  |
|                                                                  |                                            | Maria Emanuela Pignatelli, VIII marchesa di Colletorto    | Cesare Ettore Pignatelli, VI marchese di Casalnuovo         |  |  |       |  |  |                                                            |  |  |                                                         |  |
|                                                                  |                                            | Maria Emanuela Pignatelli, VIII marchesa di Colletorto    | Maria Saveria Rota, VI marchesa di Colletorto               |  |  |       |  |  |                                                            |  |  |                                                         |  |
| Carolina d'Andrea                                                |                                            | Maria Emanuela Pignatelli, VIII marchesa di Colletorto    |                                                             |  |  |       |  |  |                                                            |  |  |                                                         |  |
|                                                                  |                                            | Scipione Spinelli Savelli, VIII principe di Cariati       | Giovanni Battista Spinelli Savelli, VII principe di Cariati |  |  |       |  |  |                                                            |  |  |                                                         |  |
|                                                                  |                                            | Scipione Spinelli Savelli, VIII principe di Cariati       | Giovanni Battista Spinelli Savelli, VII principe di Cariati |  |  |       |  |  |                                                            |  |  |                                                         |  |
|                                                                  |                                            | Scipione Spinelli Savelli, VIII principe di Cariati       | Caterina Spinelli di Montacuto                              |  |  |       |  |  |                                                            |  |  |                                                         |  |
| Giovanna Spinelli Savelli                                        |                                            | Scipione Spinelli Savelli, VIII principe di Cariati       |                                                             |  |  |       |  |  |                                                            |  |  |                                                         |  |
|                                                                  |                                            | Caterina Doria d'Angri                                    | Giovanni Carlo II Doria, VI principe d'Angri                |  |  |       |  |  |                                                            |  |  |                                                         |  |
|                                                                  |                                            | Caterina Doria d'Angri                                    | Giovanni Carlo II Doria, VI principe d'Angri                |  |  |       |  |  |                                                            |  |  |                                                         |  |
|                                                                  |                                            | Caterina Doria d'Angri                                    | Giovanna Pappacoda, IV principessa di Centola               |  |  |       |  |  |                                                            |  |  |                                                         |  |
|                                                                  |                                            | Caterina Doria d'Angri                                    |                                                             |  |  |       |  |  |                                                            |  |  |                                                         |  |